# Municipio de Madison (condado de Hancock, Iowa)
El municipio de Madison (en inglés: Madison Township) es un municipio ubicado en el condado de Hancock en el estado estadounidense de Iowa. En el año 2010 tenía una población de 714 habitantes y una densidad poblacional de 7,88 personas por km².

## Geografía
El municipio de Madison se encuentra ubicado en las coordenadas 43°12′45″N 93°40′31″O / 43.21250, -93.67528. Según la Oficina del Censo de los Estados Unidos, el municipio tiene una superficie total de 90.59 km², de la cual 90,59 km² corresponden a tierra firme y (0 %) 0 km² es agua.

## Demografía
Según el censo de 2010, había 714 personas residiendo en el municipio de Madison. La densidad de población era de 7,88 hab./km². De los 714 habitantes, el municipio de Madison estaba compuesto por el 97,06 % blancos, el 0,84 % eran afroamericanos, el 0,28 % eran amerindios, el 1,26 % eran asiáticos y el 0,56 % eran de una mezcla de razas. Del total de la población el 1,96 % eran hispanos o latinos de cualquier raza.